# Edward Martyn
Edward Martyn (1859 – 1923) del castillo de Tullira Castle, Condado de Galway, Irlanda. Político y activista cultural irlandés, dramaturgo, último de la familia Martyn de Tullira, una de las Tribus de Galway. Amigo de William Butler Yeats, Lady Gregory, con quienes fundó el Teatro Literario Irlandés. Fue el primer presidente del Sinn Féin, que fundó junto a Arthur Griffith. Era primo y amigo de George Moore, aunque su relación fue a menudo antagónica.
Se opuso violentamente al gobierno británico de Irlanda, fue el centro de un litigio en 1905 por un comentario soltado sin pensar en que afirmó que "Todos los irlandeses que se unieran al ejército inglés deberían ser azotados". Murió en 1923, soltero, y después de haber donado su cuerpo a la ciencia, fue enterrado a petición propia en una tumba para pobres. Tenía parentesco con el artista y escultor húngaro Ferenc Martyn (1899-1986).